# Репродуктивная генетика
Репродукти́вная гене́тика — комплекс медицинских мер и процедур, направленный на решение проблемы бесплодия. В число таких процедур входят экстракорпоральное оплодотворение (ЭКО), интрацитоплазная инъекция сперматозоида и другие. 

## Медицинские процедуры
Во всем мире имеются разные подходы к пониманию «репродуктивной генетики» и процедур, которые входят в это направление.
Одной из основных процедур репродуктивной генетики является ЭКО, в ходе которого происходит извлечение яйцеклетки, его оплодотворение в лабораторной среде и последующее возвращение в биологическую среду (матку).
В Европе репродуктивная генетика исключает процедуры с искусственным оплодотворением.

### Экстракорпоральное оплодотворение
Экстракорпоральное оплодотворение — метод оплодотворения с использованием женских и мужских гамет вне женского тела.
Методы:
- Трансвагинальная пункция фолликулов;
- Перенос эмбриона;
- Интрацитоплазматическая инъекция сперматозоидов - применяется реже остальных процедур, при мужском бесплодии;
- Цитоплазматический перенос.

### Предимплантационная диагностика
Данная процедура может проводиться на эмбрионах перед имплантацией. Главной целью является выяснение состояния плода и изменение некоторых его характеристик, таких как пол и прочее (по желанию). Эмбрионы обычно извлекают при помощи биопсии.

## Проблемы и риски
Согласно исследованию, 4,4 % новорожденных от ЭКО обладают дефектами, что выше, чем у рожденных естественным путем. Также, на сегодняшний день эффективность репродуктивной генетики остается на достаточно низком уровне, хоть она и была значительно повышена по сравнению с прошлыми десятилетиями.